# Jasná Poljana
Jasná Poljana, případně Jasnaja Poljana (rusky Ясная Поляна) je vesnice v Rusku, v jeho evropské části, 190  km jižně od Moskvy, 14 km jižně od Tuly, proslavená tím, že se zde narodil, žil, tvořil a je pochován spisovatel Lev Nikolajevič Tolstoj. Vytvořil zde svá nejslavnější díla jako Vojna a mír nebo Anna Kareninová. Rozlehlá rodinná usedlost je dnes zařízena jako spisovatelovo muzeum.

## Historie
Usedlost byla založena v 17. století, patřila nejprve rodu Karcevých a posléze rodu Volkonských – Tolstých.

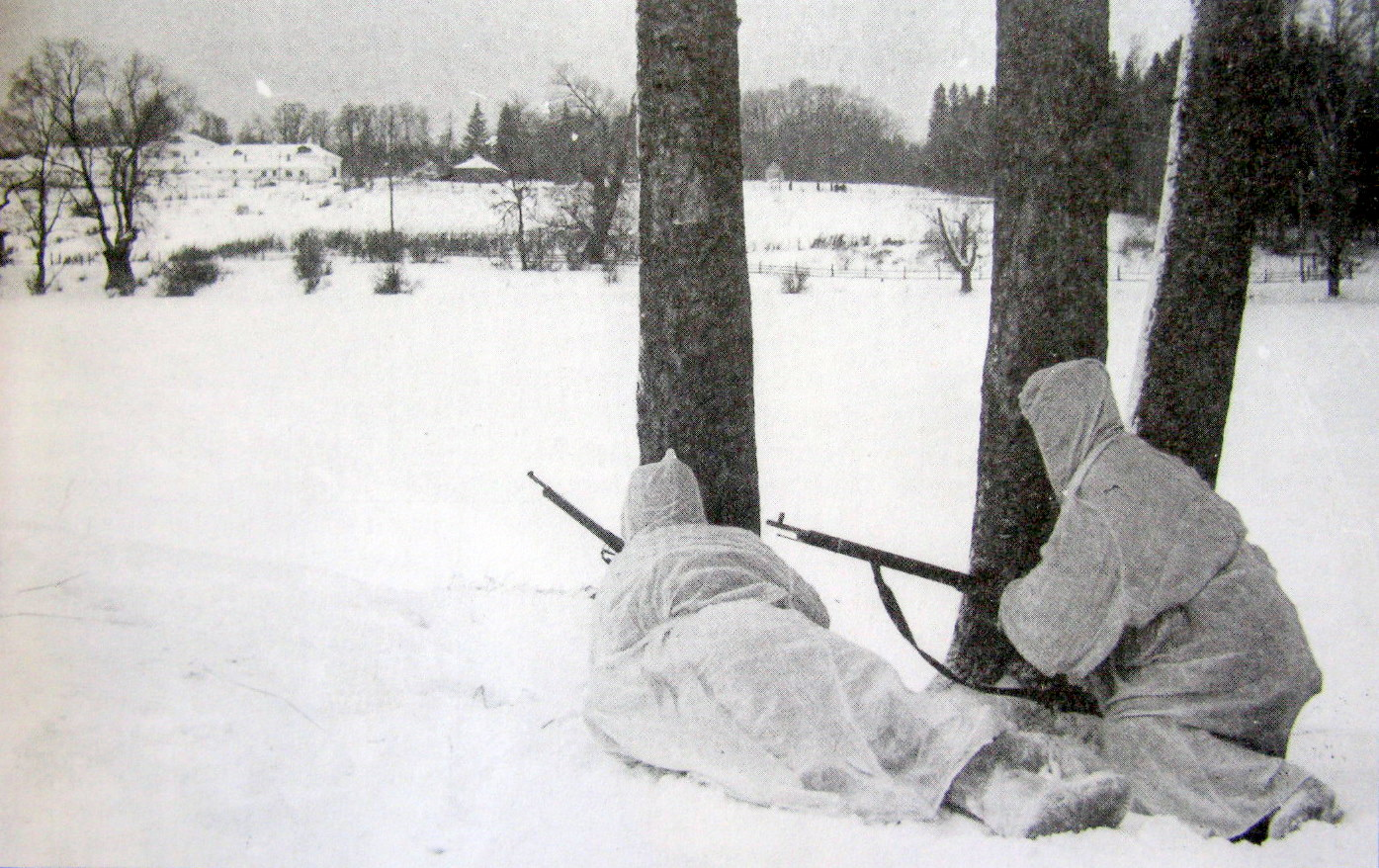
Sovětští vojáci u Jasné Poljany v prosinci 1941

Ihned po spisovatelově smrti, v roce 1910, se především zásluhou jeho dcery zachoval nezměněný Tolstého dům jako spisovatelovo muzeum. Oficiální status muzea pak získal rozhodnutím Celoruského ústředního výkonného výboru v roce 1921.
V dobách druhé světové války, během bitvy před Moskvou, se vedly urputné boje o sousední Tulu, město s významným zbrojním průmyslem. Téměř obklíčená Tula útokům německé armády za cenu velkých obětí odolala (později obdržela titul Město-hrdina). Poljanská usedlost byla ale Němci obsazena po dobu 45 dnů. Během jejich ústupu byl dům zapálen. Požár se naštěstí podařilo rychle uhasit a hlavní sbírkové předměty neutrpěly vůbec, neboť byly před příchodem fronty odvezeny do Tomsku. V květnu 1942 bylo muzeum znovuotevřeno pro veřejnost.
V 50. letech proběhly v muzeu rozsáhlé restaurátorské práce.

## Muzeum
Usedlost je dobře udržovaná a nachází se na rozlehlé ploše několika kilometrů čtverečních, s umělými vodními plochami, sady, alejemi, parky a různými stavbami. Je volně přístupná a v případě zájmu o prohlídku staveb s výkladem průvodce je možné si u vstupu zakoupit vstupenku.

### Stavby
Dům Volkonského, děda Tolstého, je nejblíže vstupu a jedná se o nejstarší zděnou stavbu v prostoru usedlosti.

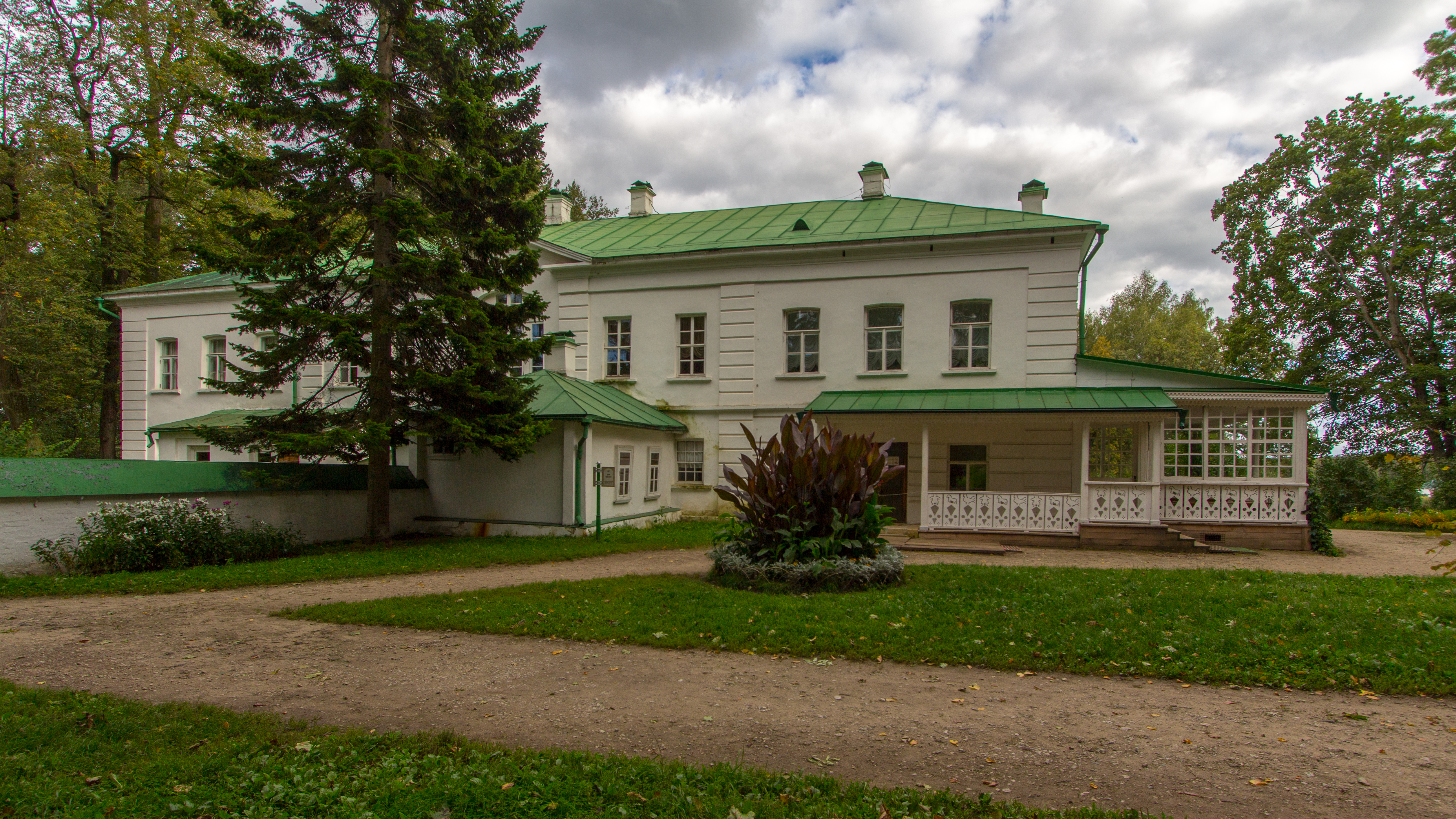
Dům Tolstého

Rodný dům Tolstého se nedochoval, na jeho místě stojí jen drobný kámen s nápisem, připomínající jeho dřívější existenci. Z důvodů finančních těžkostí spisovatelovy rodiny dům přešel do majetku jiného majitele, který dům nechal zpustnout do té míry, že po spisovatelově smrti už nebylo možno stavbu obnovit.
Dům Tolstého, stojící po boku nedochovaného centrálního domu prošel za spisovatelova života několika úpravami a přístavbami, které činily život obyvatel příjemnější, nicméně poněkud narušily původní symetrickou kompozici stavby. Interiér se díky úsilí spisovatelovy dcery zachoval autentický, a kromě reprezentativněji zařízeného salonu odráží poměrně skromný životní styl rodiny.
Dům Kuzminských, kde jsou vystaveny různé artefakty ve vztahu k tvorbě Tolstého, sloužil v letech 1859–1861 jako škola pro děti rolníků, o jejichž povznesení spisovatel vytrvale usiloval. Později sloužil pro ubytování hostů, nejčastěji spisovatelovy švagrové, T. A. Kuzminské.
Na jezírku v anglickém parku stojí stavbička koupelny, která tvořila zástěnu a závětří se schůdky do vody. Je postavena z dřeva a proutí.
Kromě uvedených staveb se v prostoru usedlosti nachází řada dalších hospodářských staveb a domů pro místní obyvatele, kteří zde pracovali.

### Mohyla

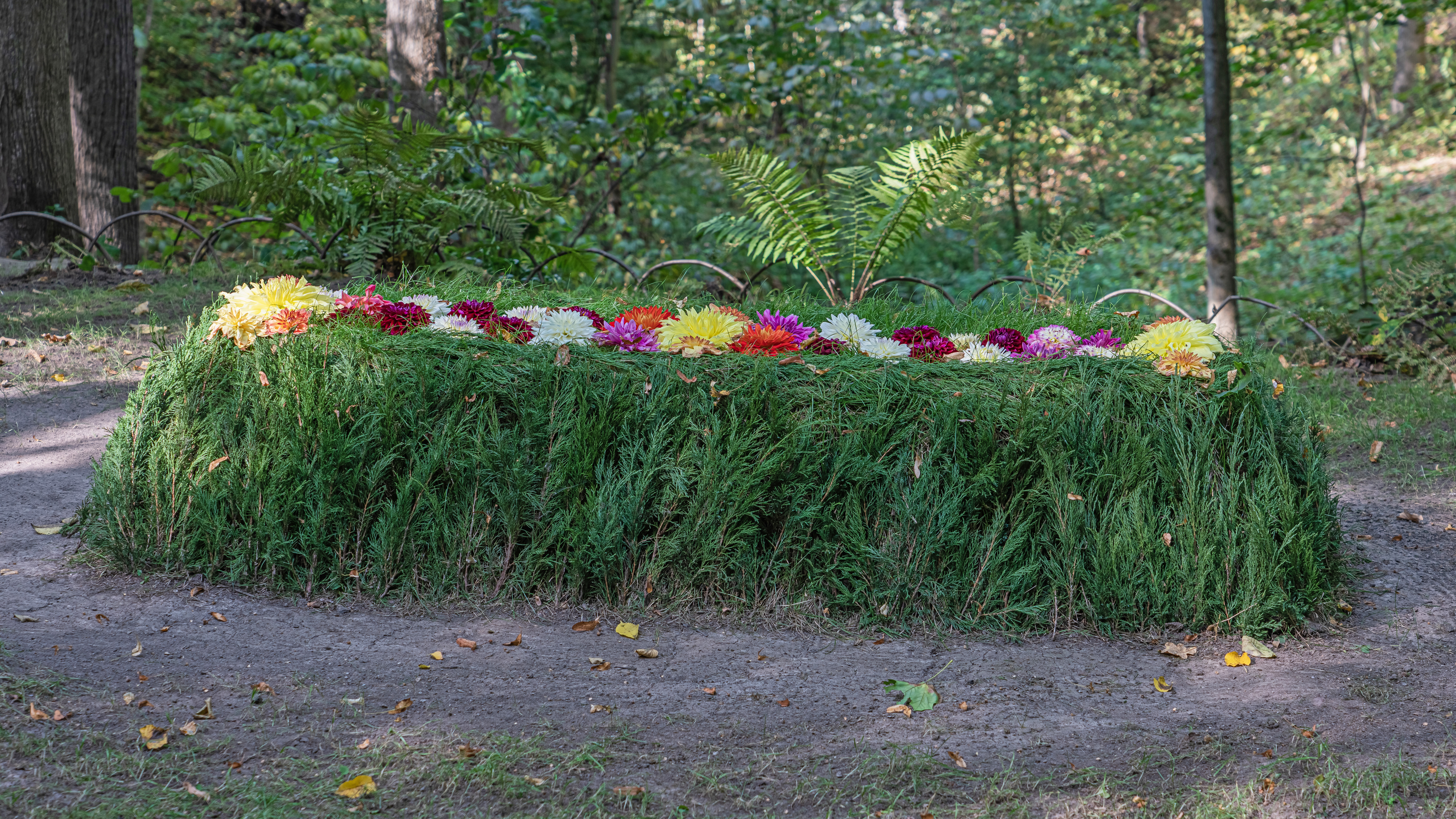
Tolstého mohyla

V lese u cesty se nachází prostý hrob Lva Nikolajeviče. Uprostřed nevelké travnaté plochy je malá mohylka, rovněž pokrytá travou, pod kterou bylo uloženo tělo spisovatele. Neokázalý hrob bez jakékoli desky či ozdob dobře vystihuje spisovatelovu životní filosofii a zálibu v prostém životě.

### Odraz v díle
Jméno děda připomíná jednoho z hlavních hrdinů románu Vojna a mír, knížete Andreje Bolkonského. Usedlost jako celek, a zejména organizace vztahů a soužití mezi vesničany a aristokraty zase mohla být inspirací pro jiné hlavní postavy uvedeného románu, rodinu Rostovových.

## Pedagogika a časopis Jasná Poljana
Tolstoj se od roku 1849 až do začátku 20. století systematicky zajímal o vzdělávání prostých lidí a napsal řadu učebnic. Jeho vyučovací metody byly neobyčejně liberální - účast na hodinách byla dobrovolná, děti neseděly v lavicích, nebyly zkoušeny apod. V roce 1862 vydával měsíčník Jasná Poljana, každé číslo mělo přes sto stran, na nichž šířil své pedagogické myšlenky a poskytoval prostor názorům pedagogů. Pro malý počet předplatitelů pak od následujícího roku vycházely už jen sborníky Jasné Poljany.Po spisovatelově smrti v pedagogické činnosti pokračovala jeho dcera, která založila a vedla školu, která stále stojí za silnicí proti usedlosti.

## Návštěvy slavných osobností
Z našich osobností navštívili spisovatele v Jasné Poljaně takové postavy jako Zdeněk Nejedlý, Karel Kramář, Milan Rastislav Štefánik a T. G. Masaryk, ten dokonce třikrát. Prvně jmenovaný o Jasné Poljaně napsal:
Jasná Poljana se stala Jeruzalémem 19. století. Jasná Poljana jsou Lourdy dnešní inteligence. Zástupy věřících i nevěřících putují k "třináctému apoštolu" Páně, první, aby se posilnili, druzí, aby uvěřili.

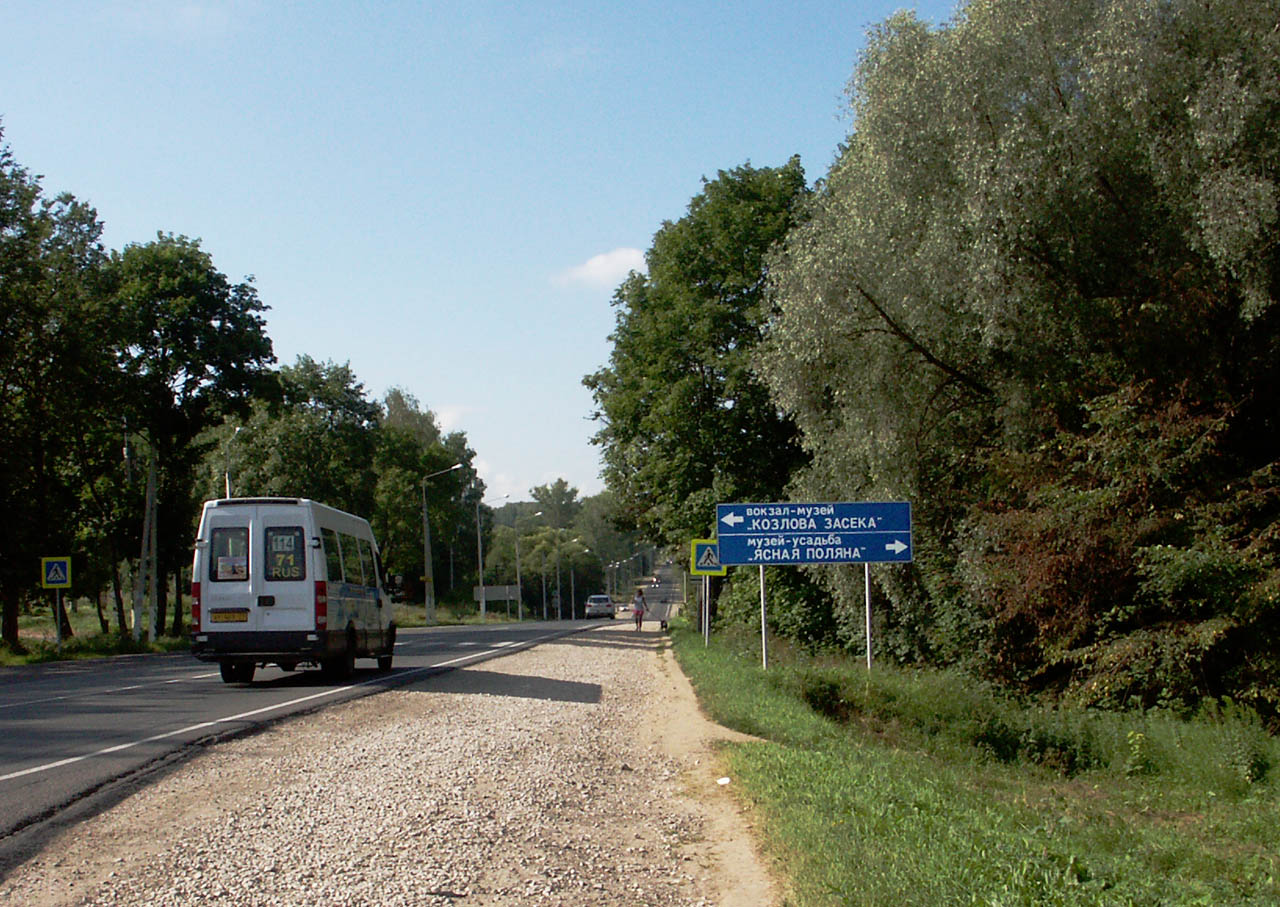
Zastávka autobusu "Školnaja" u odbočky k Jasné Poljaně

Z domácích umělců obývali pokoj pro hosty Turgeněv, Čechov, Repin, Pasternak a mnozí další. 

## Dostupnost
Kromě pohodlné dopravy automobilem je možno se do obce snadno dostat frekventovanou autobusovou linkou z Tuly a asi kilometrovou procházkou cestou podél silnice za odbočkou do Jasné Poljany z hlavní silnice. Cesta vede kolem nemocnice L. N. Tolstého a školy, kterou založila a vedla spisovatelova dcera Alexandra Lvovna. Dále za usedlostí pokračuje silnice lemovaná několika desítkami venkovských domů, aby se pak napojila zpět na hlavní silnici.
Jinou možností je využít vlak z Moskvy anebo Tuly do zastávky Kozlova Zaseka (na mapě 54°5′45″ s. š., 37°34′9″ v. d.). Je tam nádražní budova - muzeum upravená do podoby Tolstého časů a menší výstavka o železnici. Z nádraží je to k usedlosti necelé 4 km. 

## Galerie

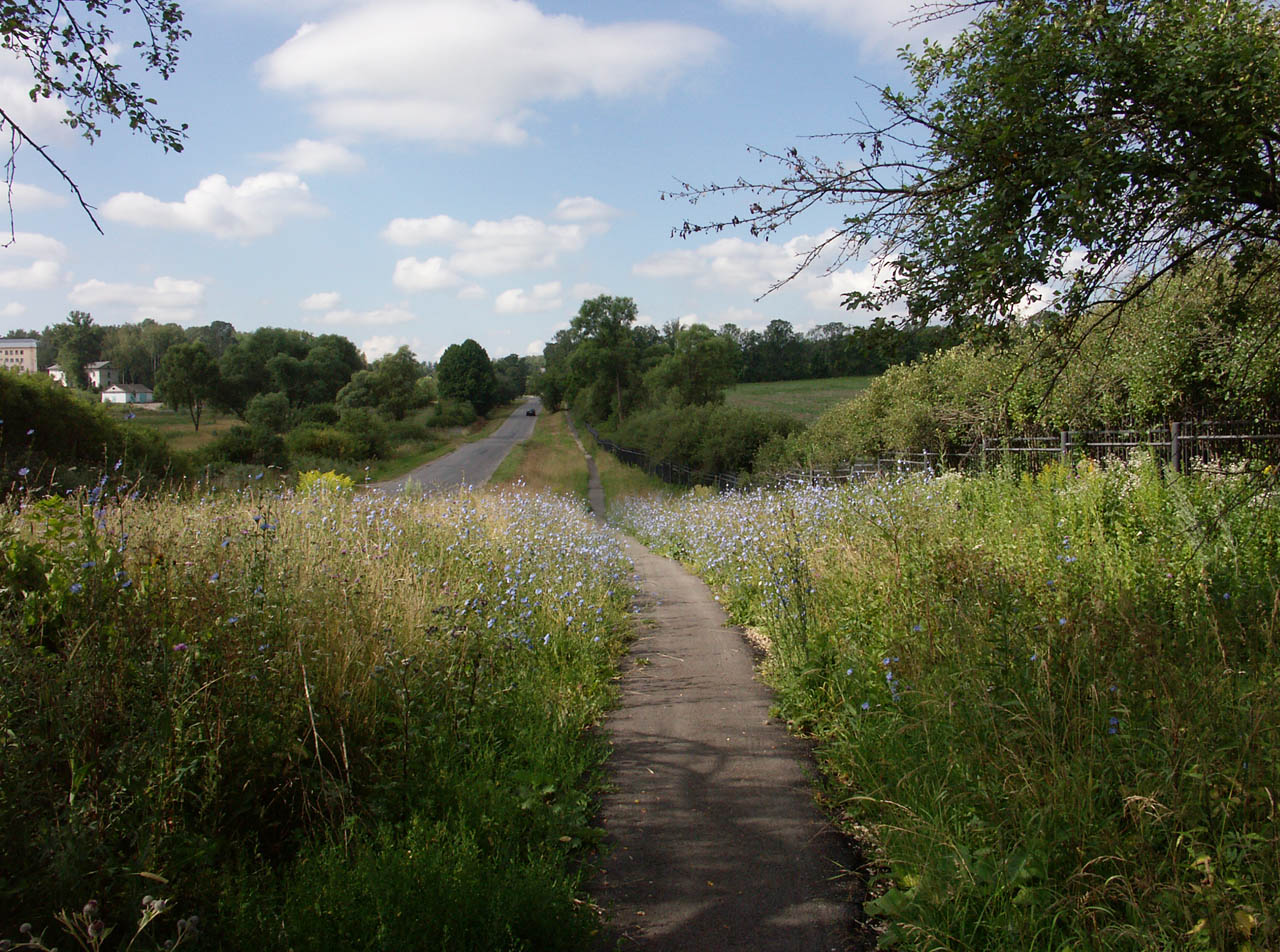
Chodník do Jasné Poljany
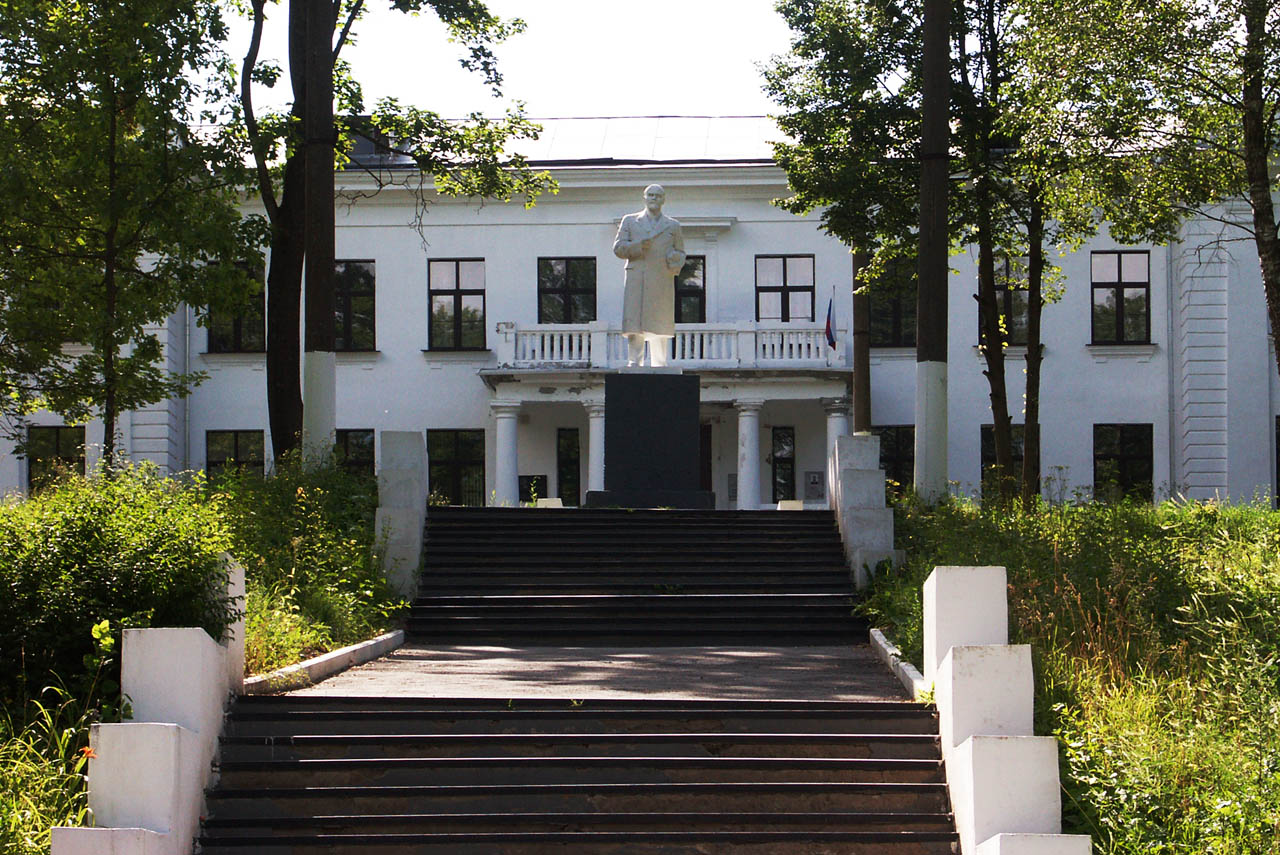
Škola Tolstého naproti usedlosti
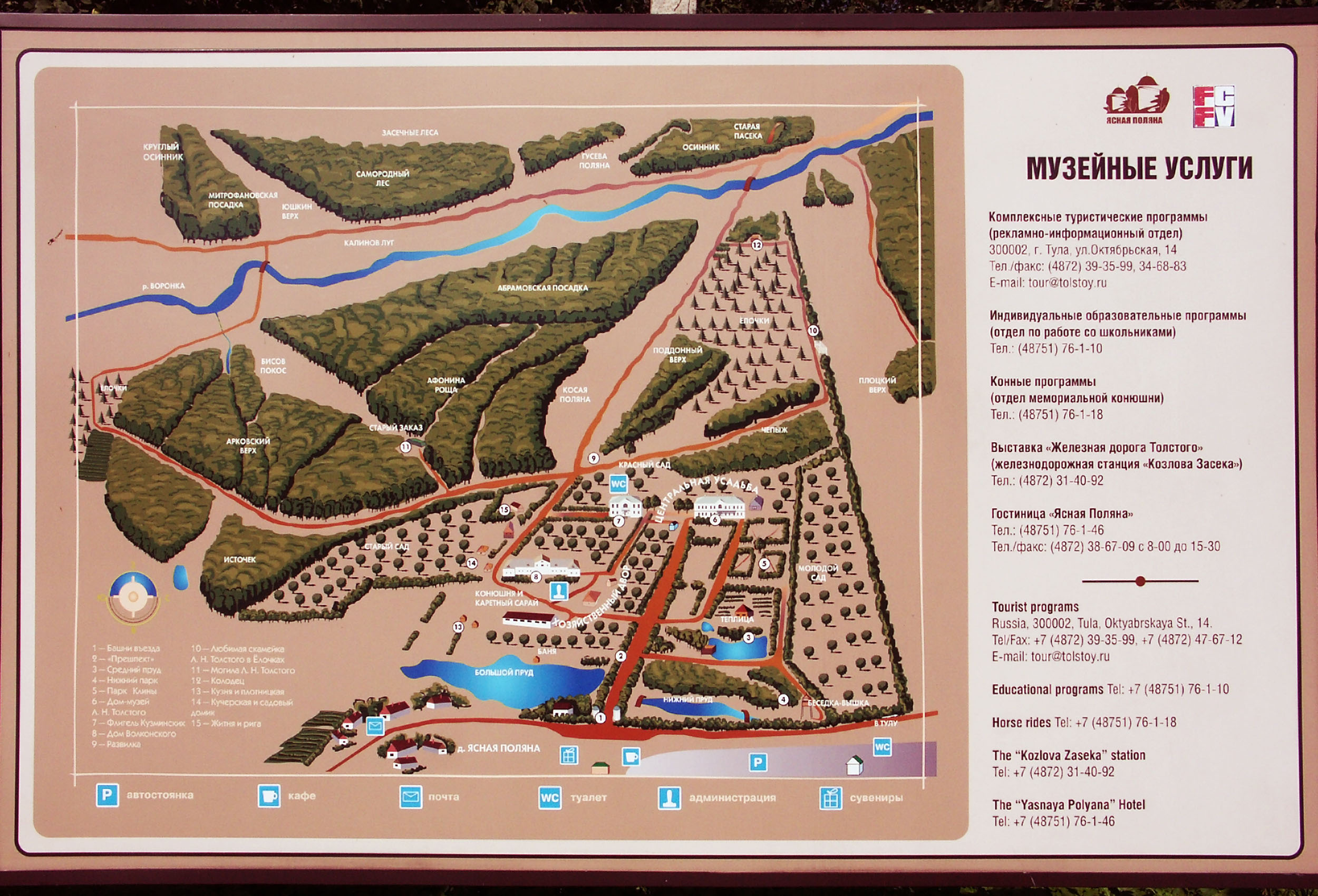
Orientační tabule u vstupu
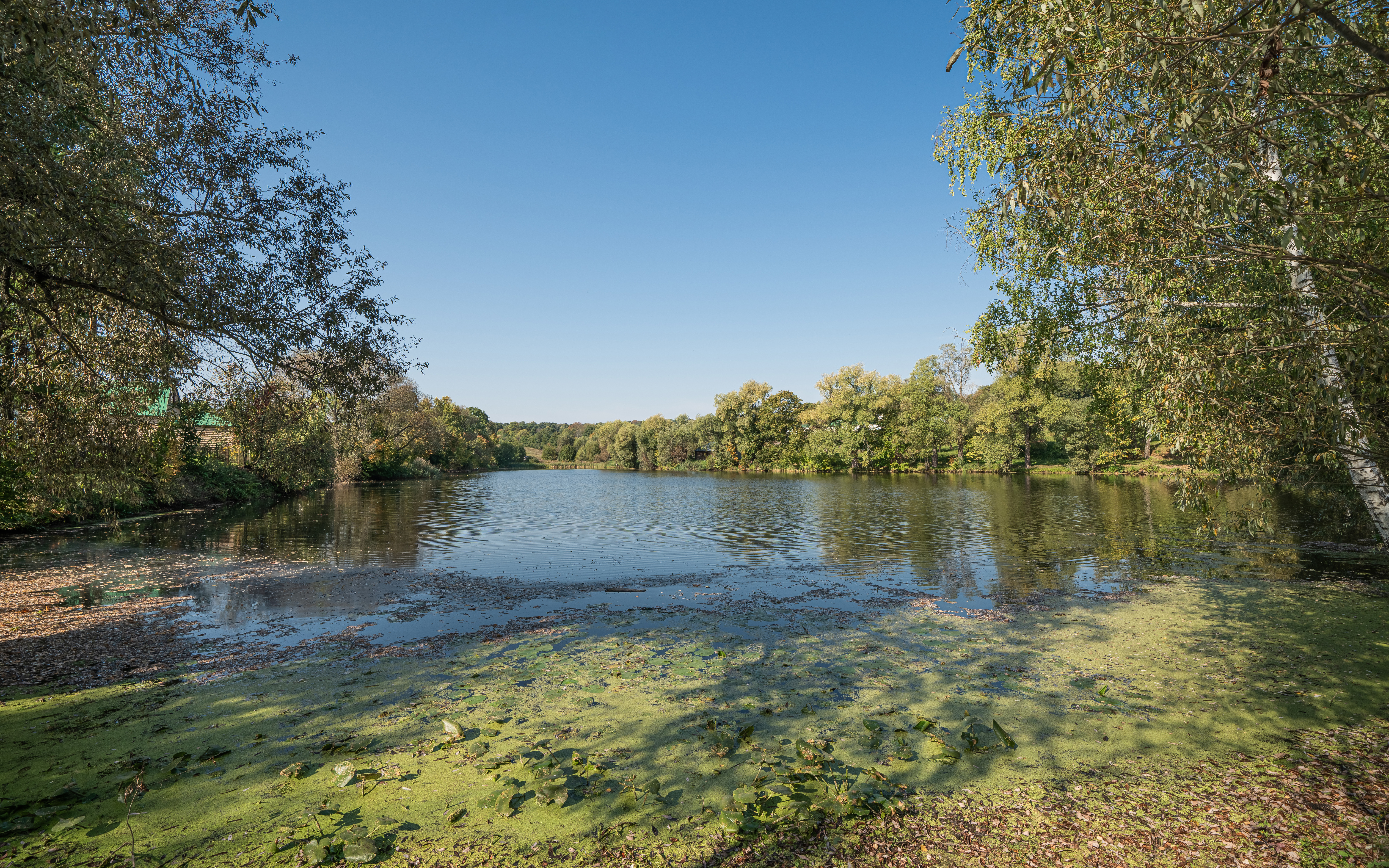
Velké jezírko u vstupu
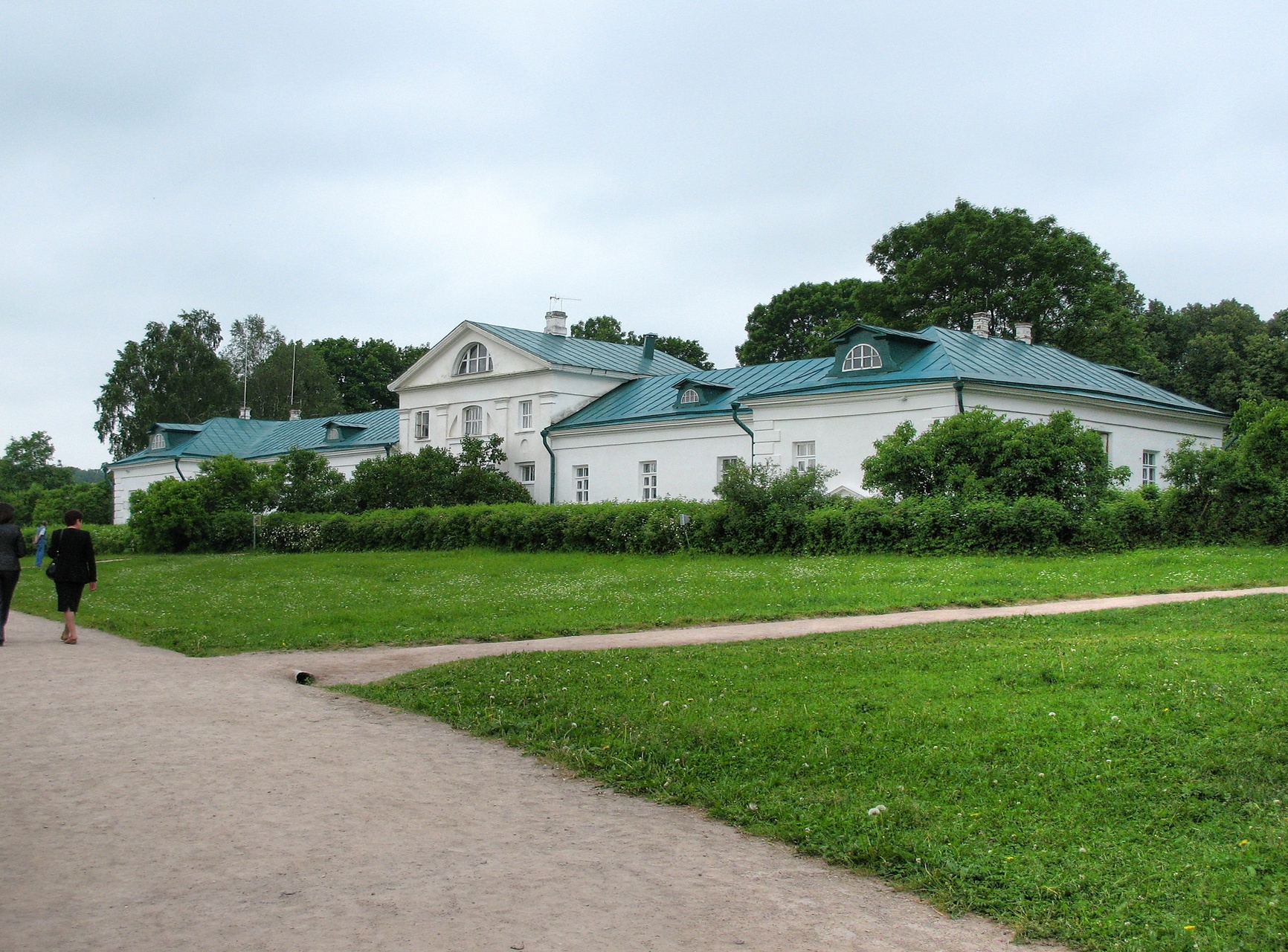
Dům Volkonského
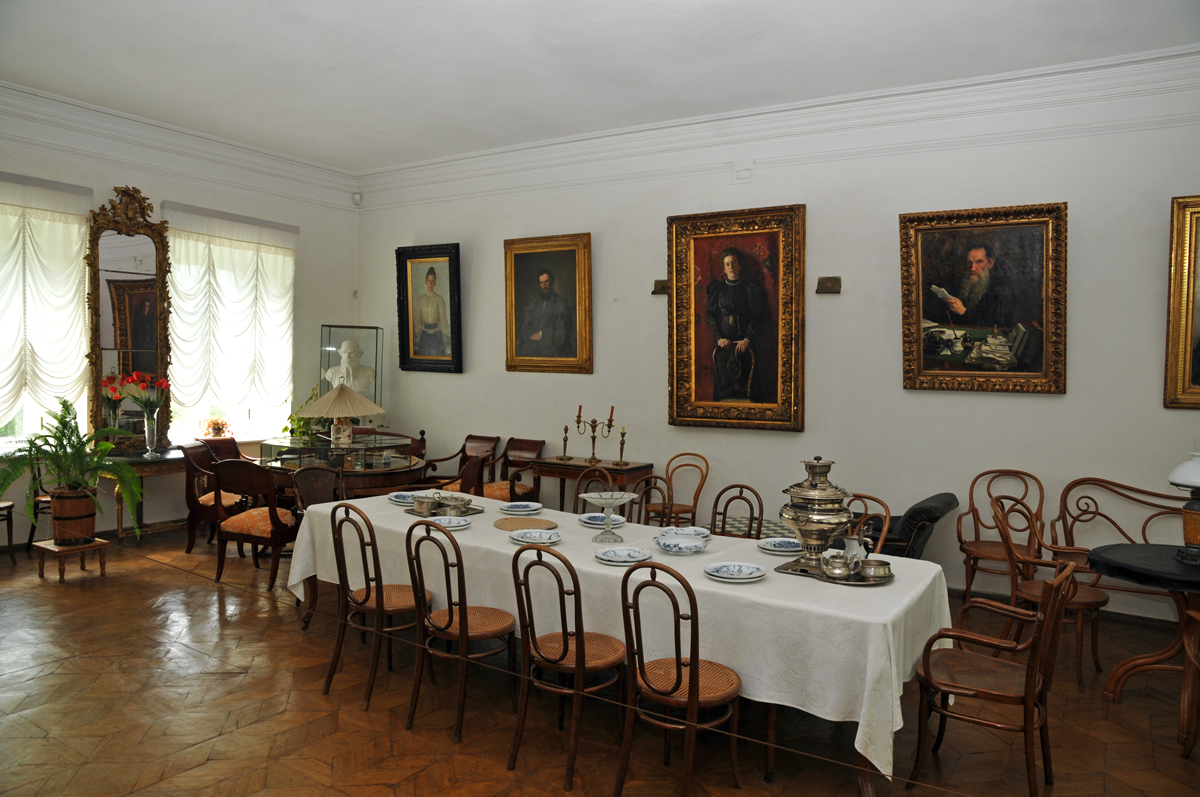
Salon Tolstého domu
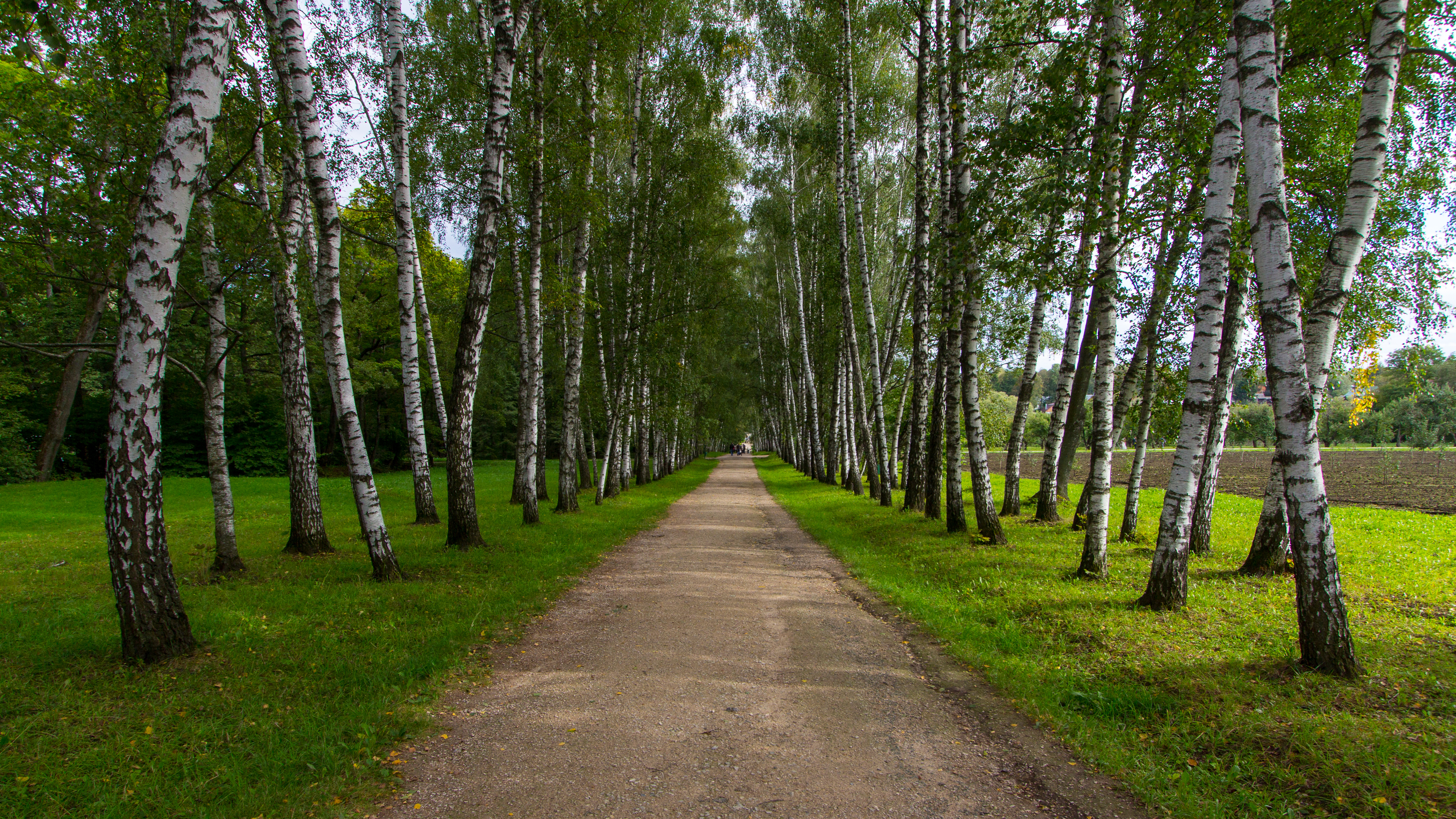
Hlavní alej
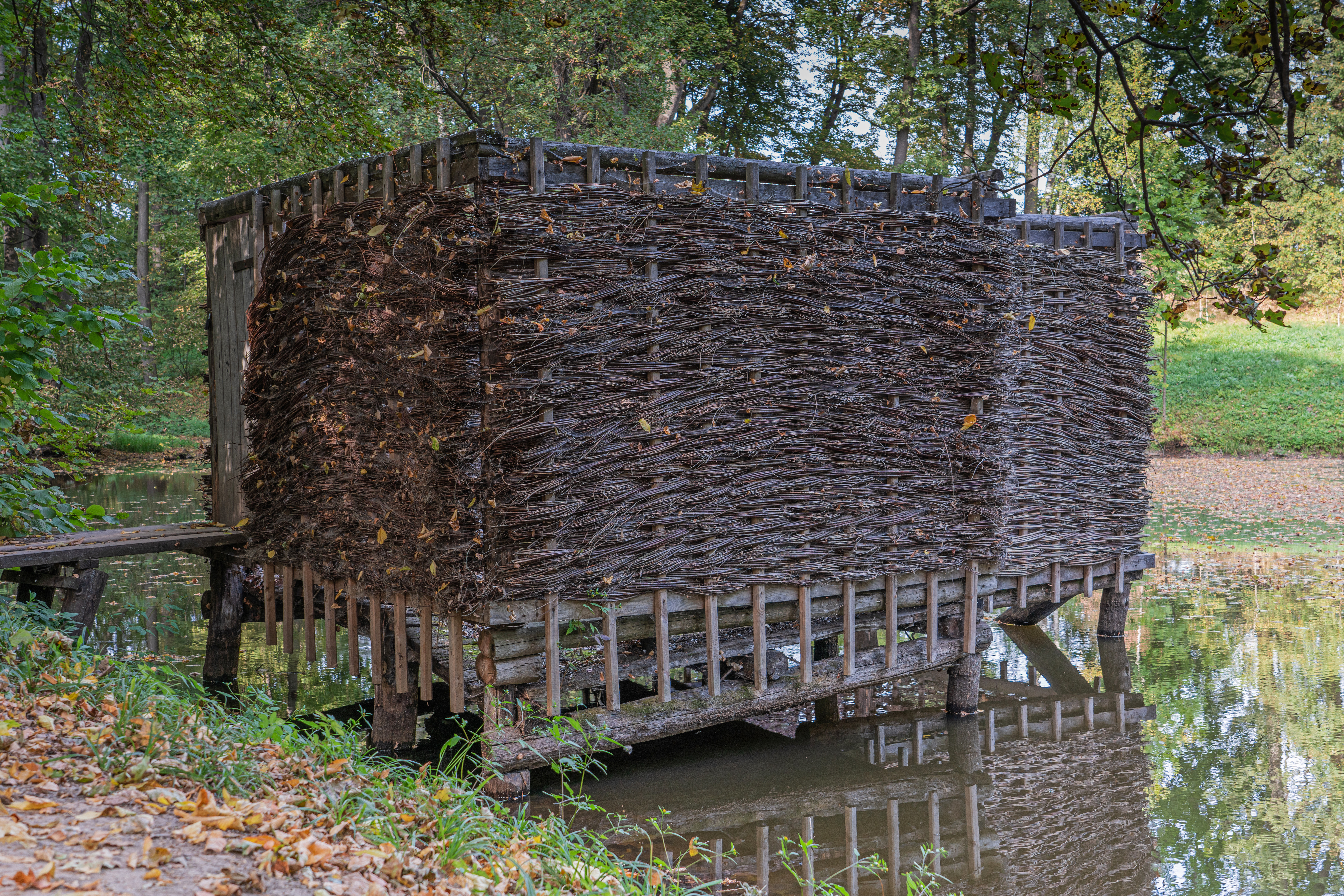
Koupelna Tolstého
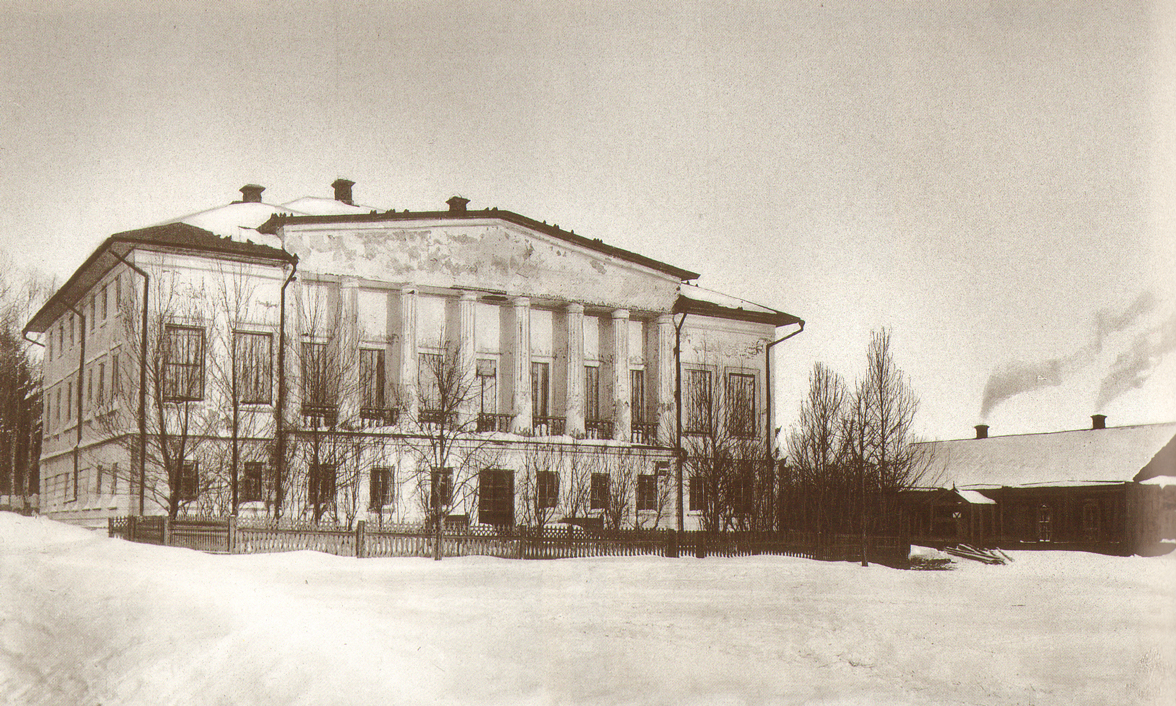
Nedochovaný rodný dům Tolstého